# Aserbaidschanische Unabhängigkeitserklärung

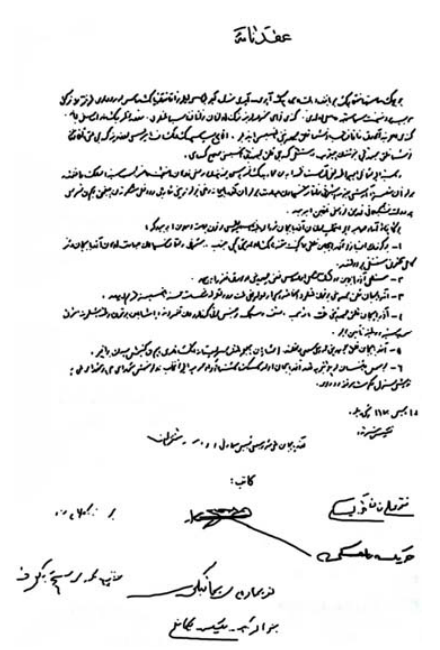
Der Originaltext der Unabhängigkeitserklärung, aufbewahrt im Staatsarchiv der Republik Aserbaidschan.

Die aserbaidschanische Unabhängigkeitserklärung (aserbaidschanisch İstiqlal Bəyannaməsi) erfolgte am 28. Mai 1918. Der Aserbaidschanische Nationalkongress bereitete den Text vor, acht seiner Mitglieder unterzeichneten ihn im georgischen Tiflis. Dies waren Hasan bey Aghayev, Feth-Ali Hoyski, Nasib Yusifbeyli, Jamo bey Hajinski, Shafi bey Rustambeyli, Nariman bey Narimanbeyov, Javad Malik-Yeganov und Mustafa Mahmudov.

## Hintergrund und Ablauf
Vom 31. März bis 2. April kam es zu Massakern an muslimischen Menschen in und um Baku. Darauf wurde Tiflis der Hauptsitz der Aserbaidschanischen Nationalbewegung. Nachdem die Transkaukasische Demokratisch-Föderative Republik am 26. Mai 1918 auseinanderbrach, benannte sich der aserbaidschanische Teil der ehemaligen Föderation in Aserbaidschanischer Nationalkongress um. Schnell übernahm er parlamentarische Funktionen und verkündete die Gründung der Demokratischen Republik Aserbaidschan am 28. Mai 1918, die durch Rasulzade kommentiert wurde:

„Der Nationalrat von Aserbaidschan, in dem die Partei ‚Musavat‘ die Mehrheit besaß, proklamierte am 28. Mai 1918 die Unabhängigkeit der nationalen Republik Aserbaidschan, wodurch der 116 Jahre dauernden Fremdherrschaft der Russen ein Ende gemacht wurde.“

Der vorläufige Sitz der aserbaidschanischen Regierung unter Feth-'Ali Hoyski war in Ganğe, da in Baku nach wie vor die russische Bolschewiki agierte. Zum Kampf um Baku, dem industriellen und intellektuellen Zentrum Aserbaidschans, wurde Anfang Juni 1918, mit massiver Unterstützung osmanischer Truppen unter Enver Pascha, die „Kaukasische Islamarmee“ aufgestellt.